# Randy L. Bott
Randy L. Bott (nascido em 1945) é um ex-professor americano de religião na Universidade Brigham Young (BYU) em Provo, Utah, Estados Unidos. Ele deu aulas sobre preparação missionária e Doutrina e Convênios, e escreveu literatura doutrinária e motivacional sobre A Igreja de Jesus Cristo dos Santos dos Últimos Dias (Igreja SUD).

## Biografia

### Educação e vida pessoal
Depois de obter um BS em Psicologia pela Utah State University, Bott obteve seu diploma de MS em Educação pela mesma universidade e um Ed.D. da BYU em 1988. Bott também fala samoano.
Bott serviu em vários cargos na Igreja SUD, incluindo bispo, sumo conselheiro, conselheiro na presidência da estaca e como presidente de missão em Fresno, Califórnia. Bott se casou com Vickie Pehrson em setembro de 1969. Eles tiveram três meninos e três meninas e se tornaram avós de 14 filhos.

### Vida profissional
Bott disse em 2008 que passava de quatro a seis horas todos os dias atendendo telefonemas e e-mails de seus alunos, o que "permite que ele tenha um contato mais pessoal com os alunos que ensina". No início de suas aulas, ele convida os alunos a fazerem perguntas sobre a vida missionária, a doutrina da Igreja SUD e o comportamento pessoal.  Os testes de Bott, que ele chama de "celebrações", são notas abertas, livro aberto.  Em 2008, Bott ensinou 3.149 alunos na BYU, ou mais de 10 por cento do corpo discente da universidade. Em 2008 Bott foi o professor mais bem avaliado dos Estados Unidos no site Ratemyprofessors.com.
Em fevereiro de 2012, Bott foi criticado por uma citação em um artigo do Washington Post sobre a posição da Igreja SUD sobre a raça. A Igreja SUD emitiu um comunicado à imprensa em resposta ao artigo no mesmo mês e também postou uma página intitulada "Race and the Priesthood" em seu site oficial no ano seguinte.
Foi anunciado em março de 2012 que Bott deixaria seu cargo de professor na BYU para servir como missionário sênior com sua esposa, e ele se aposentou da BYU em junho de 2012.

## Obras
Bott é autor e coautor de livros sobre preparação missionária, doutrina da Igreja SUD, aplicação da doutrina à vida e os escritos de Joseph Smith.
Não-ficção – religiosa e de interesse geral 
- Bott, Randy L. (1995). Prepare with Honor. Salt Lake City, Utah: Deseret Book. ISBN 978-0-87579-954-4. OCLC 32921793
- Bott, Randy L. (1995). Serve with Honor. Salt Lake City, Utah: Deseret Book. ISBN 978-0-87579-955-1. OCLC 32894312 Verifique o valor de |url-access=registration (ajuda)
- Bott, Randy L. (1995). Home with Honor. Salt Lake City, Utah: Deseret Book. ISBN 978-0-87579-956-8. OCLC 32925501
- Bott, Randy L. (1997). Send forth with Honor. Orem, Utah: Millennial Press. ISBN 978-0-9660231-1-4. OCLC 39207000
- Bott, Randy L. (1997). Divorceless Marriage. Orem, Utah: Millennial Press. ISBN 978-0-9660231-0-7. OCLC 41553104
- Bott, Randy L. (2003). Preparation Precedes Power. Orem, Utah: Millennial Press. ISBN 978-1-932597-06-6. OCLC 54996984 Verifique o valor de |url-access=registration (ajuda)
- Bott, Randy L. (2003). Parenting with Eternal Perspective. Orem, Utah: Millennial Press. ISBN 978-1-932597-01-1. OCLC 60354112
- Bott, Randy L. (2003). Eternal Marriage. Orem, Utah: Millennial Press. ISBN 978-1-932597-03-5. OCLC 60354110
- Bott, Randy L. (2003). Death: Finding Hope Beyond the Sorrow. Orem, Utah: Millennial Press. ISBN 978-1-932597-04-2. OCLC 60354111
- Bott, Randy L. (2003). Depression: Finding His Light amid the Storm. Orem, Utah: Millennial Press. ISBN 978-1-932597-02-8. OCLC 60354109
- Bott, Randy L. (2005). Overcoming Addictive Behavior. Orem, Utah: Millennial Press. ISBN 978-1-932597-28-8. OCLC 62099022
- Bott, Randy L. (2007). Abuse: Breaking the Cycle. Orem, Utah: Millennial Press. ISBN 978-1-932597-48-6. OCLC 173182318
- Bott, Randy L. (2007). Broken Covenants. Orem, Utah: Millennial Press. ISBN 978-1-932597-47-9. OCLC 173182629

Colaborações/inclusões 
- Shute, R. Wayne; Nyman, Monte S.; Bott, Randy L. (1999). Ephraim, Chosen of the Lord: what it means to be of the tribe of Ephraim. Salt Lake City, Utah: Millennial Press. ISBN 978-0-9660231-3-8. OCLC 42018902
- Bott, Randy L. (2005). «The Vision: Doctrine and Covenants 76». In:  Black, Susan Easton; Skinner, Andrew C. Joseph: exploring the life and ministry of the prophet. Salt Lake City, Utah: Deseret Book. ISBN 978-1-59038-471-8. OCLC 59817848
- Bott, Randy L. (2006). «Understanding mortal trials: enlightenment from the Doctrine and Covenants». In:  Shute, R. Wayne; Krogh, John E. Clay in the master's hands: understanding trials, tragedy and tribulation. Orem, Utah: Millennial Press. ISBN 978-1-932597-33-2. OCLC 159966337

Acadêmico 
- Bott, Randy L. (1988). A comparison of gain scores and retention rates of four selected learning strategies (Ed. D.). Dept. of Educational Leadership, Brigham Young University. OCLC 22015388
- Marett, Kevin M; Gibbons, W Eugene; Memmott, Rae Jeanne; Bott, Randy L.; Duke, Lee (1998). «The Organizational Role of Clinical Practice Models in Interdisciplinary Collaborative Practice». Springer. Clinical Social Work Journal. 26 (2): 217–225. OCLC 360558760. doi:10.1023/A:1022875119429

Ficção 
- Bott, Randy L.; Bott, Vickie (2006). Tidings of comfort and joy. Orem, Utah: Millennial Press. ISBN 978-1-932597-35-6. OCLC 71747010